# Die Vermessung der Frau
Die Vermessung der Frau, Untertitel: Von Botox, Hormonen und anderem Irrsinn, ist ein im Jahr 2013 veröffentlichtes Sachbuch der Schweizer Historikerin und Politikwissenschaftlerin Regula Stämpfli.

## Inhalt
Das Buch beschäftigt sich in 15 Kapiteln (u. a. Unser tägliches Wiegen gib uns heute – 500 Jahre Philosophiegeschichte oder Mein Körper – meine Religion) mit dem von Stämpfli als „Schönheitsdiktat“ bezeichneten Perfektionsanspruch an und von Frauen.
Aus kulturphilosophischer Sicht beschreibt Regula Stämpfli den Optimierungswahn in Bezug auf den Körper als Phänomen der Moderne und des Kapitalismus, besonders eklatant durch die „US-amerikanische Prostituiertenkultur“, die erfolgreich seit wenigen Jahren zu subproletarischen Geschlechterstereotypen beitrage. In ihrer Analyse werden verschiedene Aspekte der Evolutionsbiologie, der Hirnforschung, der politischen Philosophie sowie der ökonomischen Theorie verknüpft. Die Autorin ist bestrebt, die existierenden feministischen Theorien um neuere Forschungen zu ergänzen. Das Buch erzählt, wie die ganze Welt mehr und mehr zu einer Zahl werde. Besonders deutlich zeige sich das am Menschen: Von der „Wiege bis zum Barcode“ werde alles erfasst, gemessen und bewertet.

## Erfolg
Die erste Auflage von 5.000 Exemplaren war nach fünf Monaten ausverkauft. In der Schweiz befand sich das Buch im September 2013 vier Wochen auf Platz 5 der Bestsellerliste.

## Rezensionen
- Laut dem österreichischen Journalisten Guido Tartarotti plädiert Stämpfli in ihrem Buch "für einen lustvollen, nicht an Normen orientierten Umgang mit dem eigenen Selbst. Möge sie Gehör finden."[2]
- Tabea Grzeszyk in Deutschlandradio Kultur: "Eindringlich warnt Regula Stämpfli mit "Die Vermessung der Frau" vor einer Welt, in der körperliche Abweichungen nicht geduldet werden." Gleichzeitig bemängelt Tabea Grzeszyk aber auch, dass das "komplexe Thema Biopolitik" zwar "verständlich", "manchmal aber allzu schablonenhaft und undifferenziert" aufbereitet werde. "Allzu schablonenhafte Verallgemeinerungen über "die Nuttenfigur Barbie" oder den unterstellten "Wunsch zur perfekten Einheitsmöse"" werden nach Ansicht von Grzeszyk "den vielfältigen Lebenswirklichkeiten von Frauen [...] im 21. Jahrhundert nicht gerecht."[1]
- Melanie Mühl, FAZ, bezeichnete Die Vermessung der Frau als ein "wichtiges Buch". Stämpfli habe mit ihren Thesen "unbestritten recht", "doch ein bisschen weniger Wut, ein bisschen weniger Schwarzweißmalerei sowie der Verzicht auf Begriffe wie "die Nuttenfigur Barbie" hätten ihrem Ansinnen deutlich mehr Wucht verliehen."[3]
- Patrick Etschmayer in News.ch (5. Juli 2013): "In einer plakatierten Welt voller vom Hungertod bedrohter Size-Zero-Models erörtert sie, wie wir wieder lernen können, unser eigenes Begehren und unsere eigene Schönheit zu finden."[4]
- Bettina Weber im Tages-Anzeiger (11. Juni 2013): "Die Berner Politologin Regula Stämpfli hat ein neues Buch geschrieben. Sie erklärt darin ein Übel namens «Vermessung der Frau» – und die Welt an sich."[5]
- Oliver Steffen in TalkTäglich (20. Juni 2013): "Dies ist eine Anklageschrift gegen Alle, die nicht gegen, sondern mit dem Strom schwimmen."[6]

## Ausgaben
- Die Vermessung der Frau. Von Botox, Hormonen und anderem Irrsinn. Gütersloher Verlagshaus, 2013, ISBN 978-3-579-06639-4.